# Borsodbóta
Borsodbóta é um município da Hungria, situado no condado de Borsod-Abaúj-Zemplén. Tem 8,13 km² de área e sua população em 2015 foi estimada em 872 habitantes.